# Patriot Day
Patriot Day (em português, Dia do Patriota) ocorre sempre no dia 11 de setembro de cada ano, em memória aos 2977 mortos nos ataques de 11 de setembro de 2001. A maioria dos americanos se refere a este dia como "Nine-Eleven", "September 11th," entre outras variantes. Inicialmente, o dia foi chamado de Oração e Memória às Vítimas dos ataques terroristas de 11 de setembro de 2001.
A Câmara dos Representantes dos Estados Unidos aprovou a Resolução Conjunta 71 por 407-0 votos em 25 de outubro de 2001. Essa resolução solicitou que o Presidente dos Estados Unidos designasse cada dia 11 de setembro como o Patriot Day. O presidente George W. Bush assinou a resolução em lei em 18 de dezembro de 2001 (como Act of Congress 107-89). Em 4 de setembro de 2002, o presidente Bush usou da sua autoridade e proclamou 11 de setembro de 2002 como o dia do patriota.
Neste dia, o presidente ordena que a bandeira dos Estados Unidos seja hasteada a meio-mastro nos lares de indivíduos estadunidenses, na Casa Branca e em todos os edifícios e estabelecimentos do governo dos Estados Unidos, eles estando em território estadunidense ou no exterior. O presidente também pede que os cidadãos façam um minuto de silêncio a partir das 8h46min (UTC-5), o horário em que o voo 11 da American Airlines atingiu a Torre Norte do World Trade Center em 11 de setembro de 2001.